# Phaea rosea
Phaea rosea là một loài bọ cánh cứng trong họ Cerambycidae.